# Blue Earth Lake Park
Blue Earth Lake Park är en park i Kanada.   Den ligger i provinsen British Columbia, i den södra delen av landet, 3 400 km väster om huvudstaden Ottawa. Blue Earth Lake Park ligger 1 411 meter över havet.
Terrängen runt Blue Earth Lake Park är kuperad åt sydväst, men åt nordost är den bergig. Trakten runt Blue Earth Lake Park är nära nog obefolkad, med mindre än två invånare per kvadratkilometer.. Det finns inga samhällen i närheten.
I omgivningarna runt Blue Earth Lake Park växer i huvudsak barrskog.